# Kerk van Garmerwolde
De romanogotische kerk van Garmerwolde is gebouwd in de 13e eeuw.

## Kerkgebouw
De kerk, die sinds 2003 eigendom is van de Stichting Oude Groninger Kerken, is slechts gedeeltelijk bewaard gebleven. In de 19e eeuw bestond het voornemen om de kerk te slopen en in die periode is het schip daadwerkelijk afgebroken. Het transept en het koor zijn bewaard gebleven, evenals de vrijstaande klokkentoren met zadeldak, die gebouwd is in dezelfde periode als de kerk.
De muurschilderingen dateren uit de 16e eeuw en zijn mogelijk van de hand van Jan van Aken. Afgebeeld worden taferelen uit het leven van Christus. Er is één serie schilderingen van gebeurtenissen rond zijn geboorte (de annunciatie, de geboorte, de aanbidding der wijzen en de dood van Maria) en één serie rond zijn sterven (Getsemane, Jezus voor Pilatus, de kruisiging en de verrijzenis). Op de afbeelding links staat Jezus, omringd door soldaten met hellebaarden en pieken, voor Pilatus, die in zijn rechterhand een scepter met de Franse lelie en in zijn linkerhand een wetboek heeft. De preekstoel dateert uit de 18e eeuw en de herenbank uit de 17e eeuw. 
De kerk werd grondig gerestaureerd in 1941-1943. Het interieur werd in 2013-2014 opnieuw onderhanden genomen. 
In 2020 werd de kerk verbouwd tot 'schoolkerk' voor educatieve doeleinden. Daarbij is onder andere het portaal gewijzigd en is een nieuwe trap in de toren gebouwd en een groot dakvenster geplaatst om een uitzichtpunt over het omringende land te creëren. 

## Orgel
Het tweeklaviers orgel is gebouwd in 1851 door Petrus van Oeckelen. Het heeft 20 registers en een aangehangen pedaal. Bij restauraties in 1943 en 1964 verloor het instrument veel van zijn karakter. Bij een in fasen uitgevoerde restauratie, die in 1995 begon en in 2019 werd afgerond, heeft de orgelbouwersfirma Mense Ruiter het orgel zoveel mogelijk in oude staat teruggebracht, deels met gebruikmaking van authentiek Van Oeckelen-materiaal. De orgelkas kreeg bij de interieurrestauratie van 2013 de oorspronkelijke kleurstelling terug.

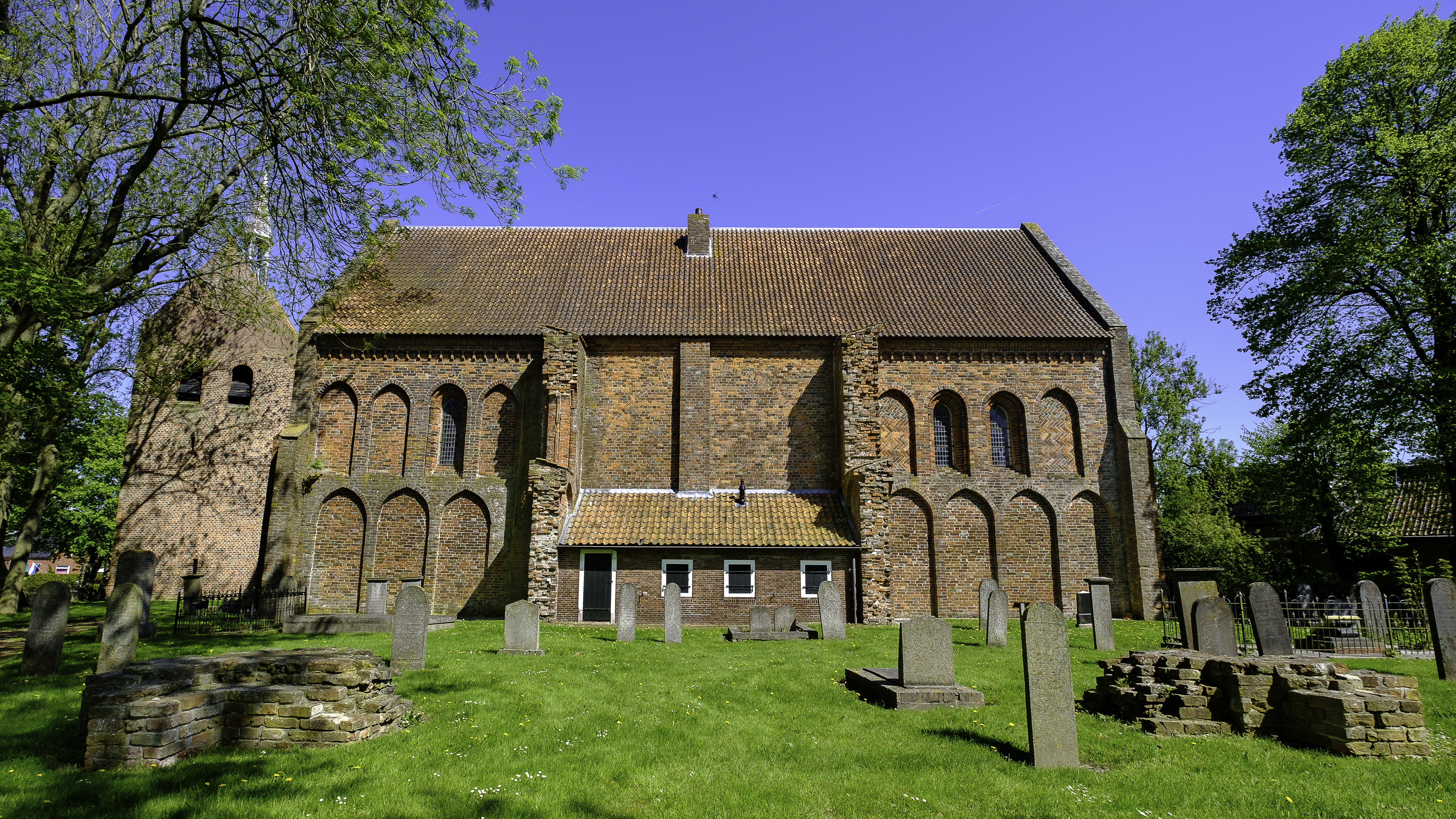
Aanzicht vanuit het zuidwesten met op de voorgrond de aanzetten van het voormalige schip
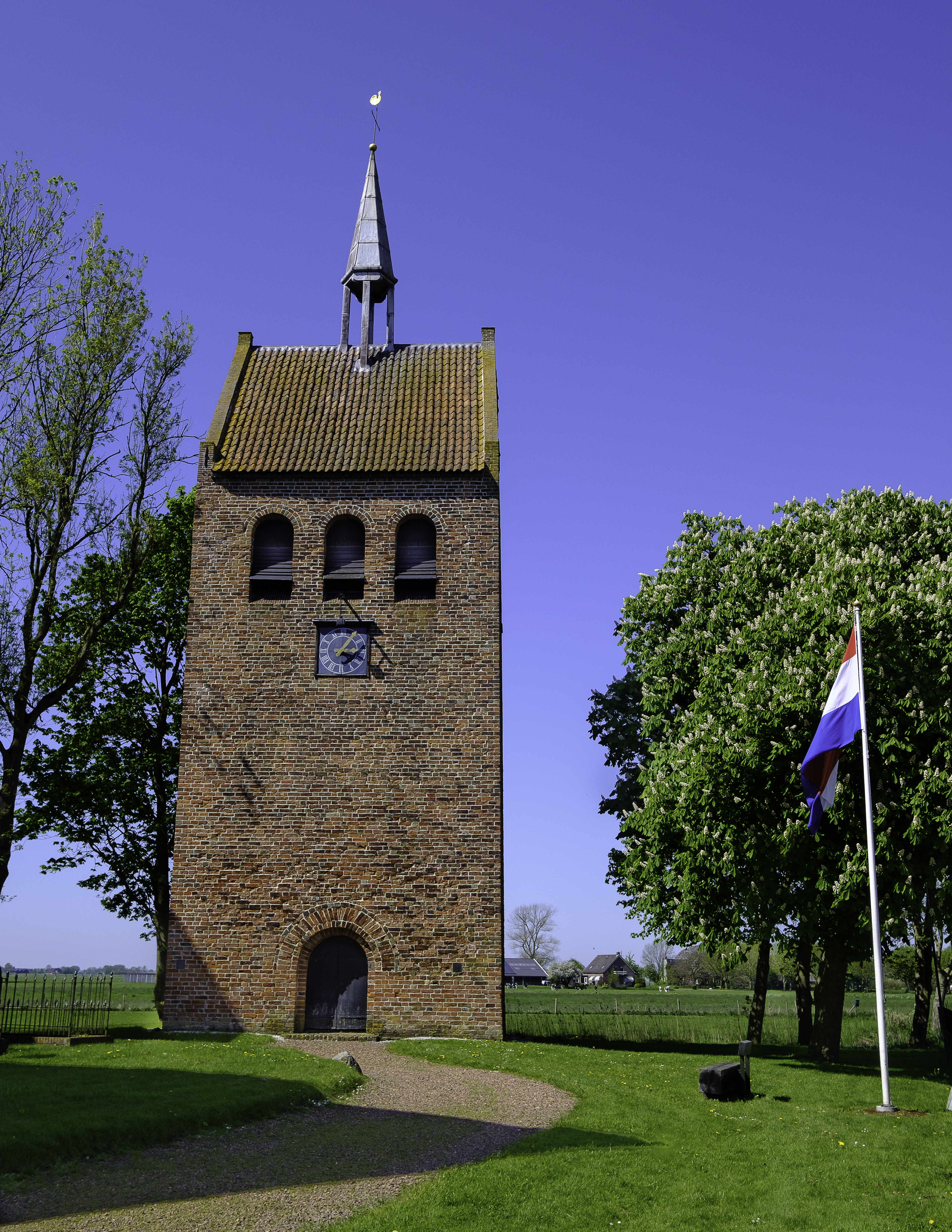
Vrijstaande kerktoren
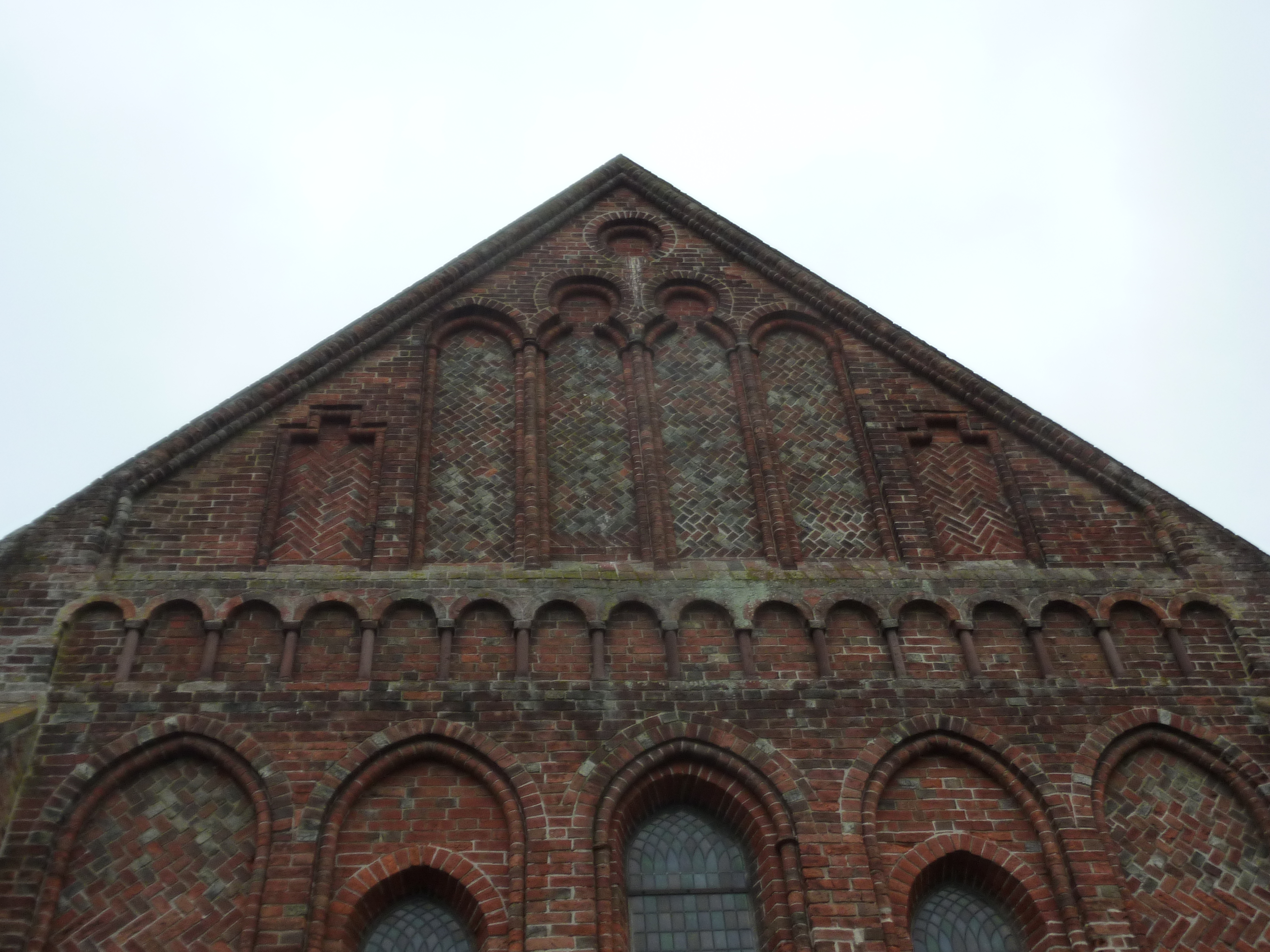
Romanogotische motieven in een van de buitenmuren
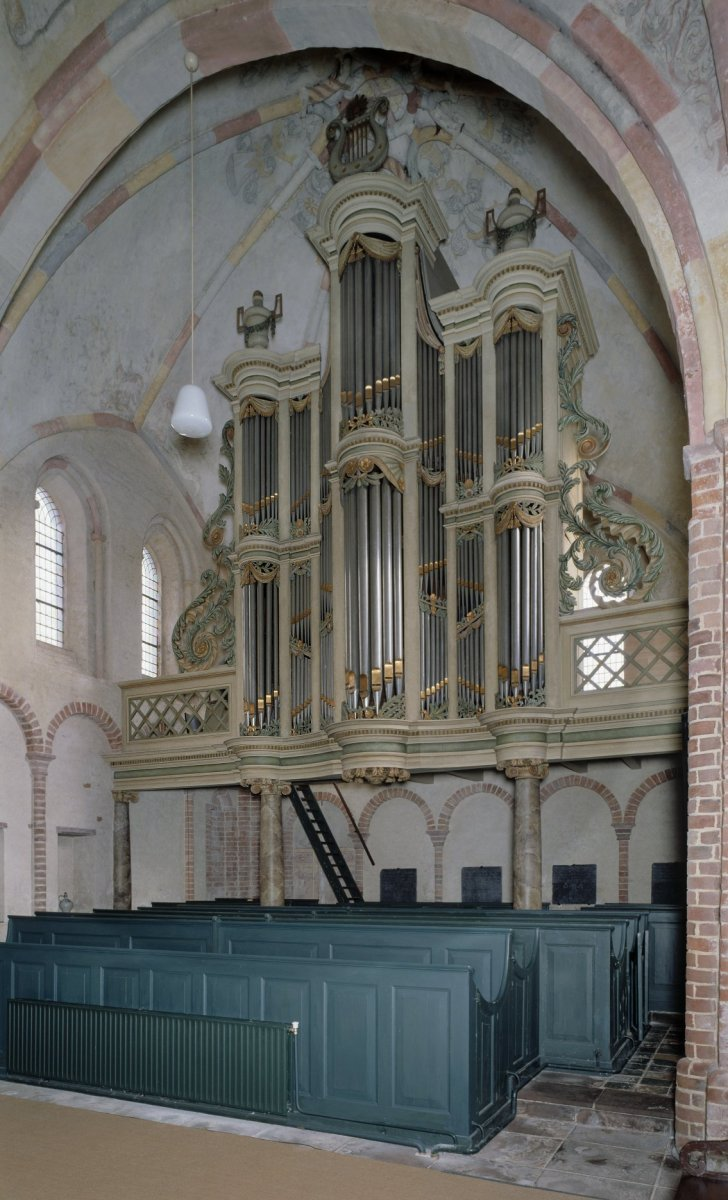
Van Oeckelenorgel uit 1851 vóór de restauratie in de kleurstelling van de restauratie van 1943
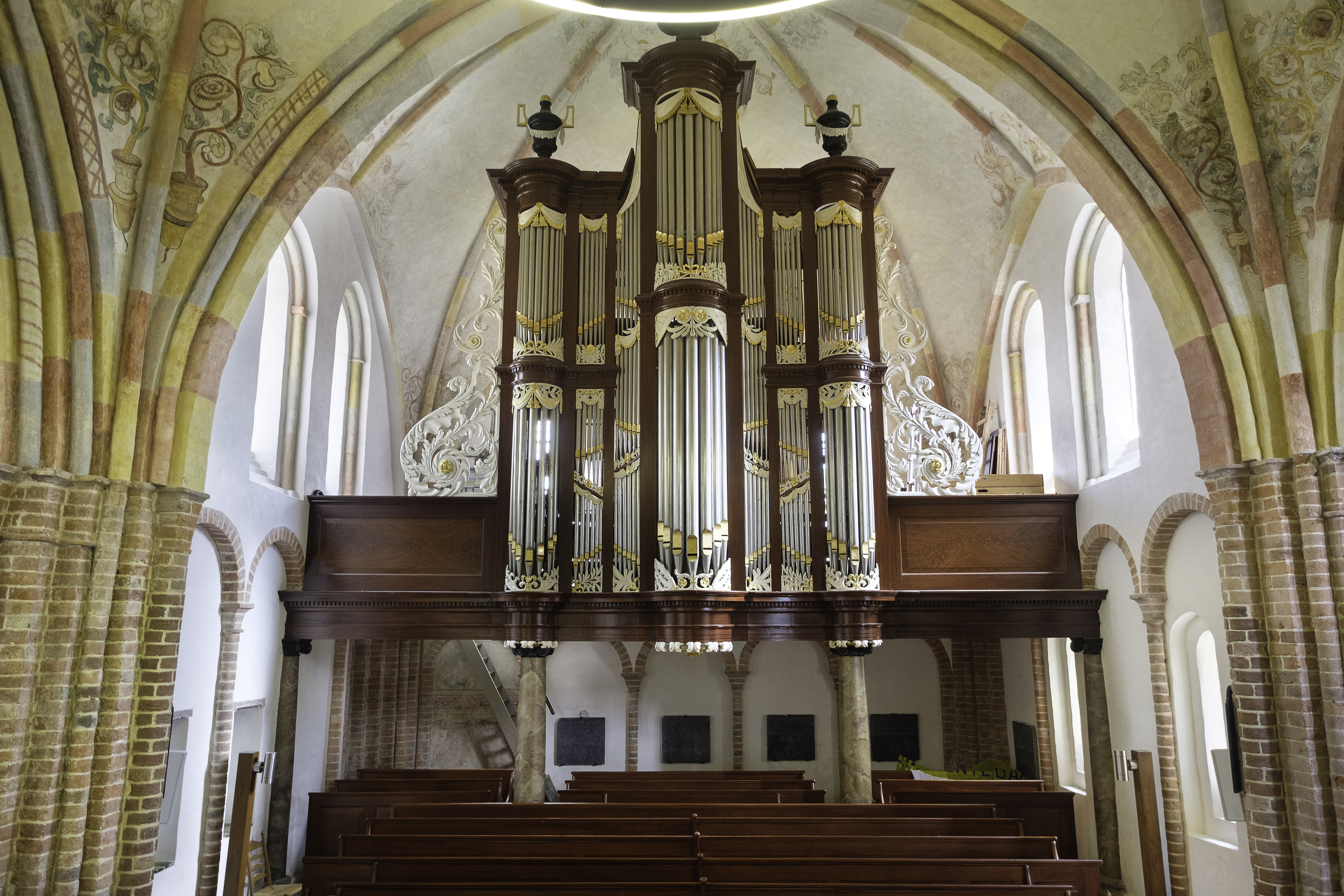
Het orgel na de restauratie van 2013, waarbij de kerk een nieuwe kleurstelling kreeg
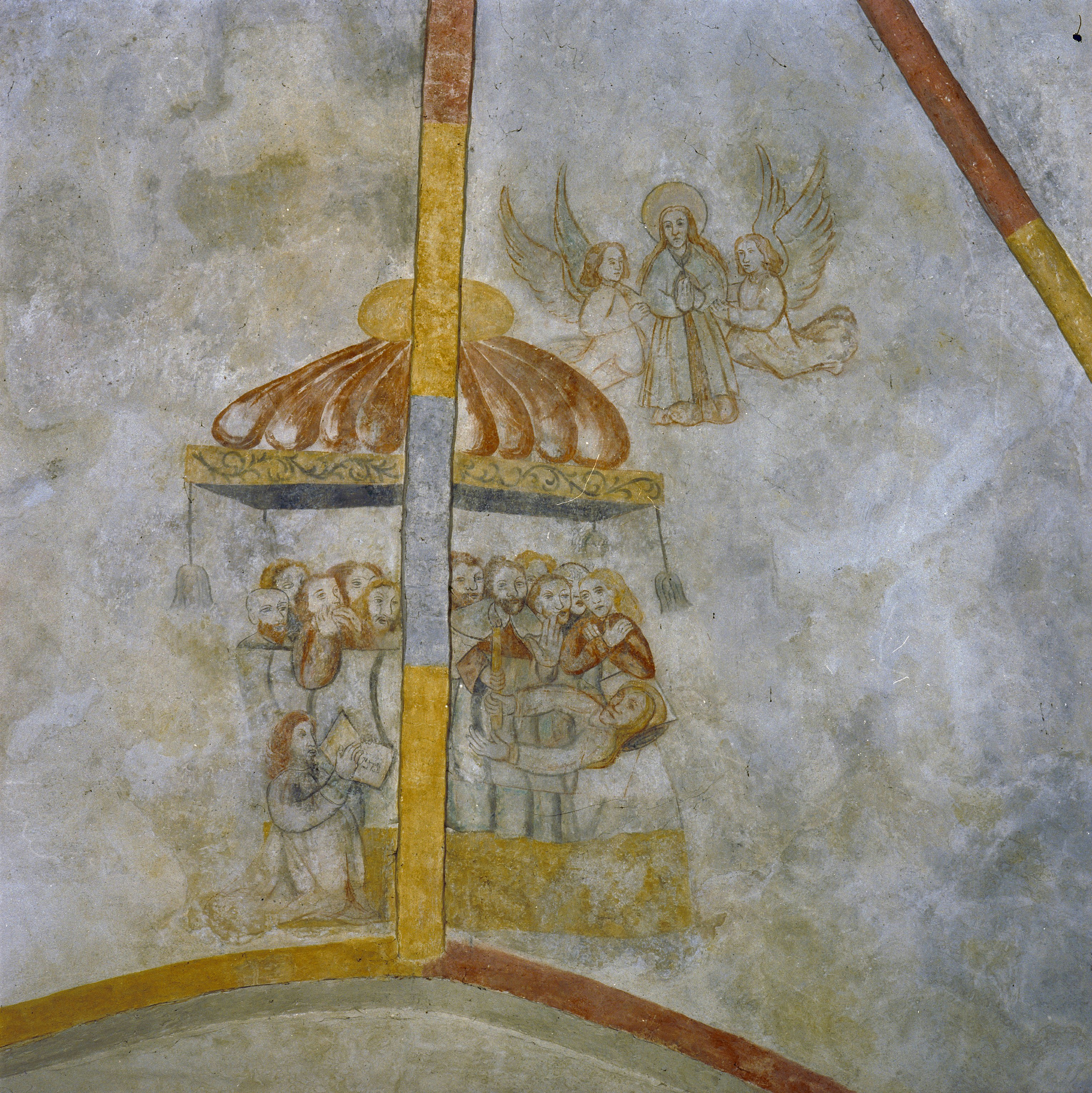
Schildering van het sterfbed van Maria.
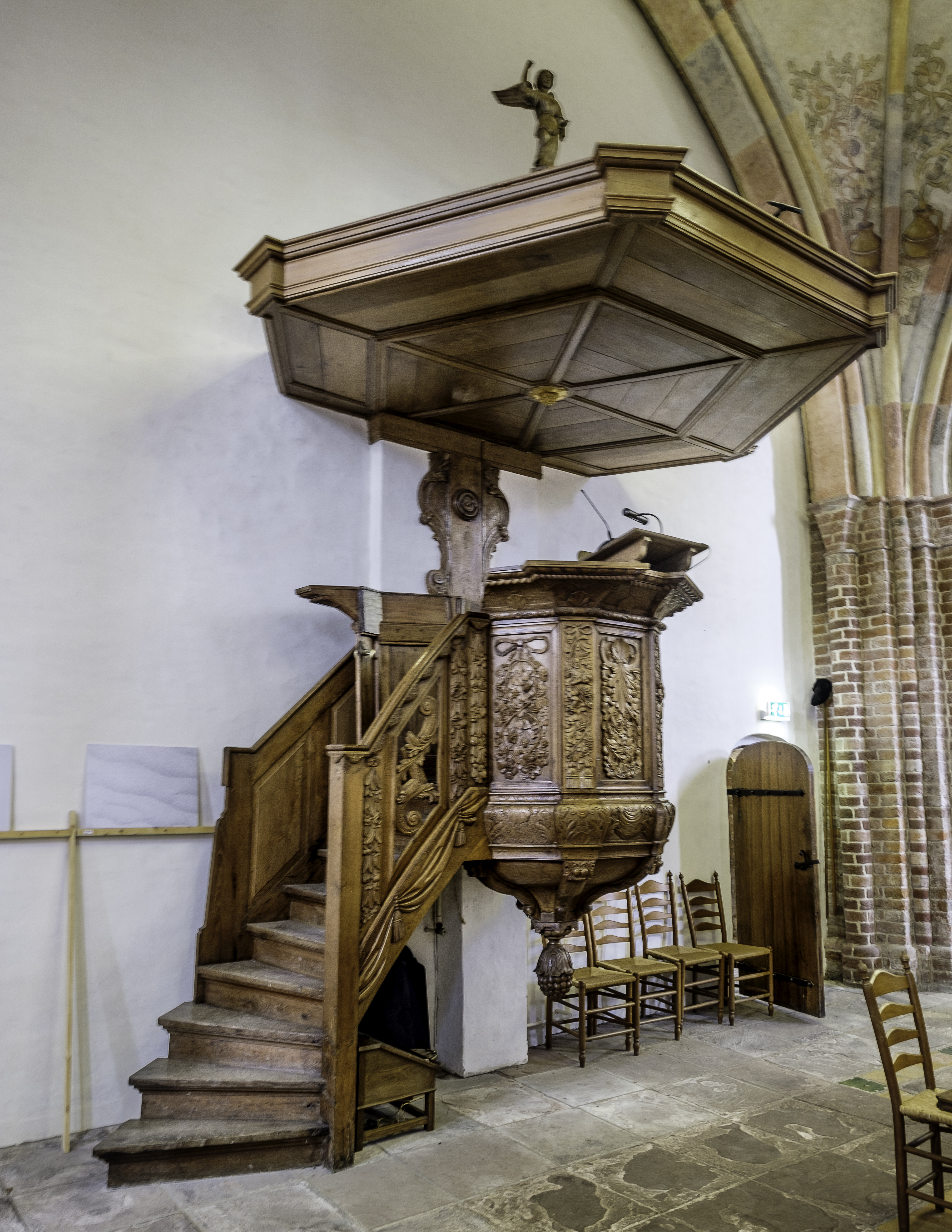
Laat barokke preekstoel uit 1740
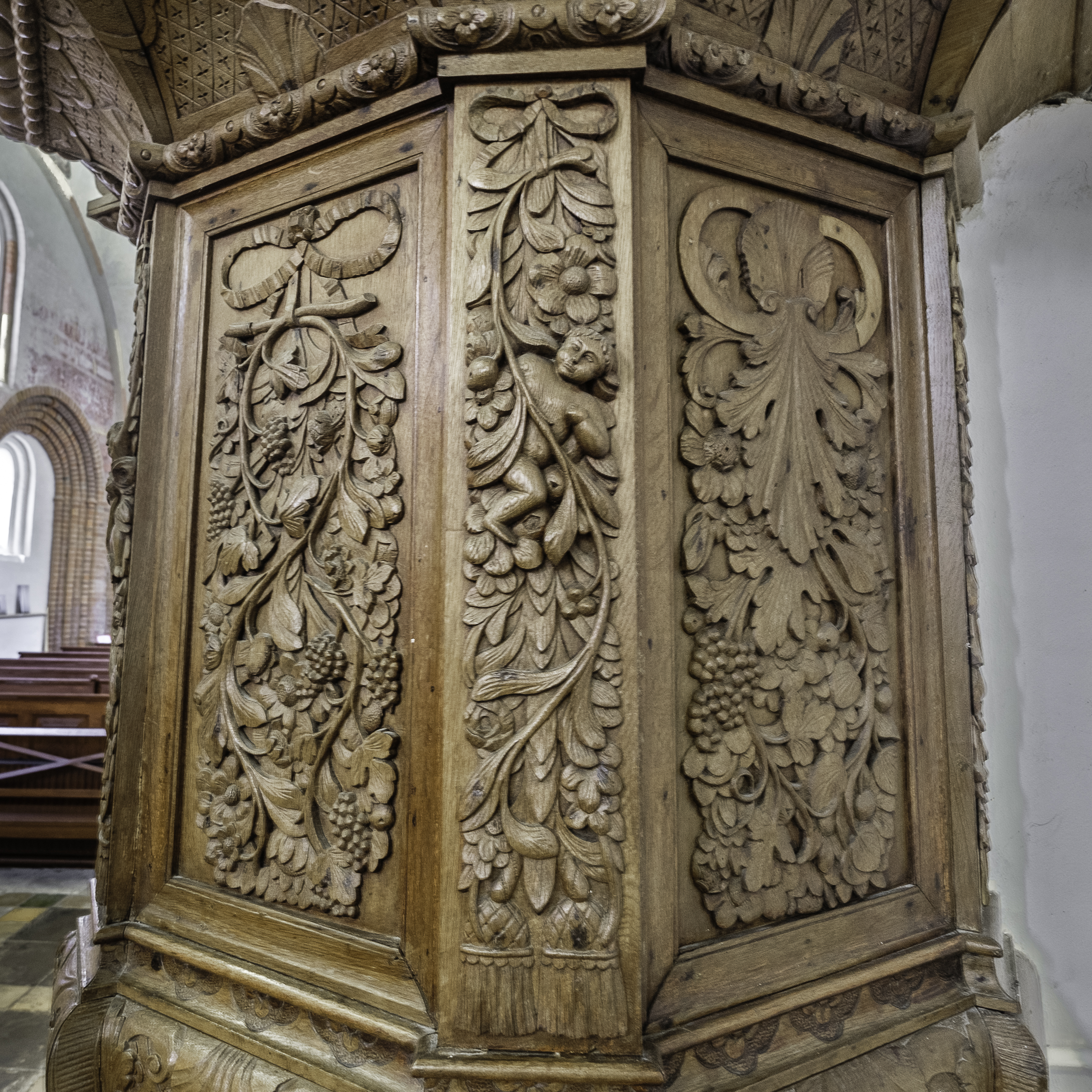
Close-up houtsnijwerk van de preekstoel
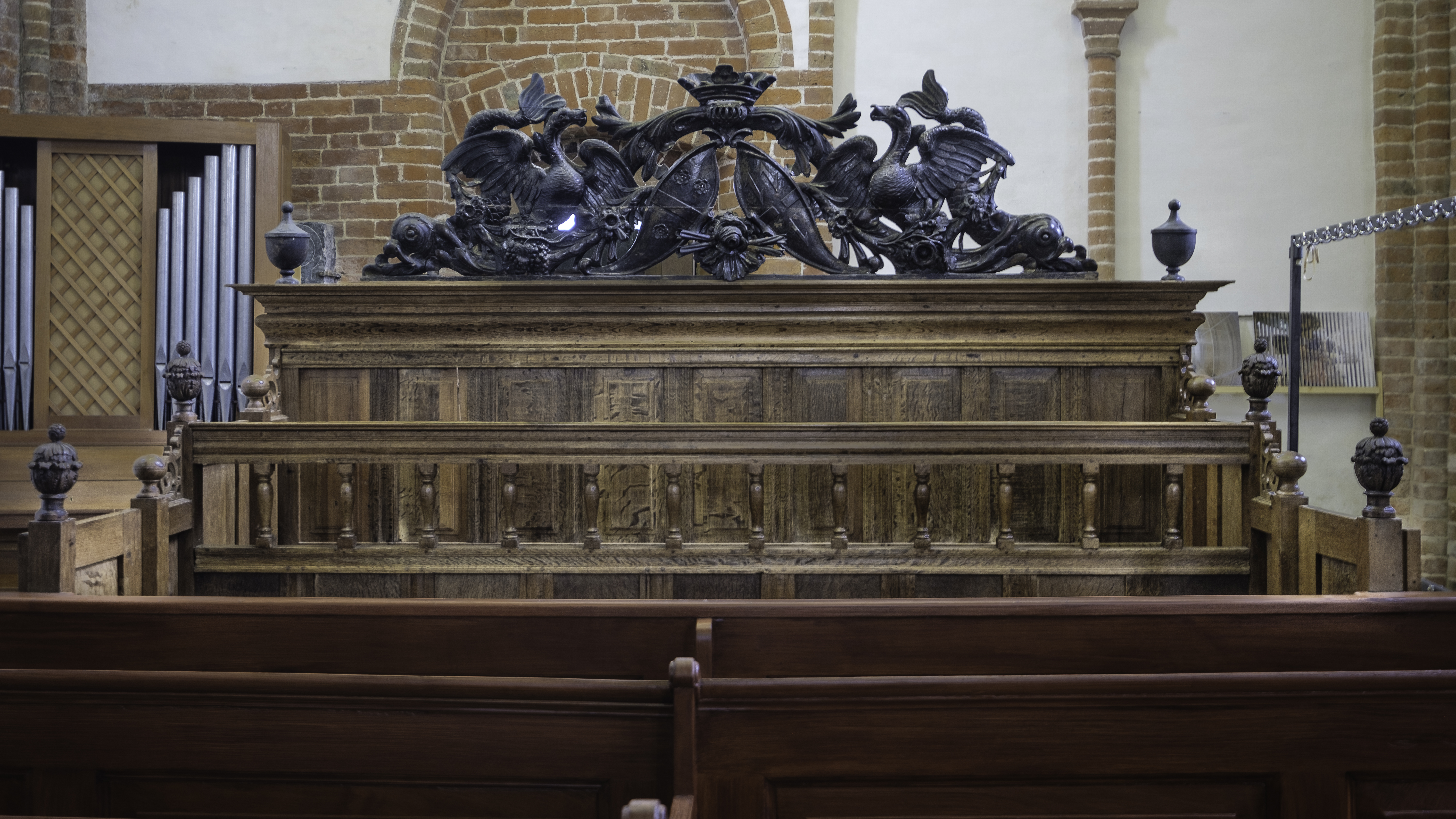
Herenbank met later aangebracht opzetstuk uit eind 17e eeuw met de wapens Julsingh-Heinsius.
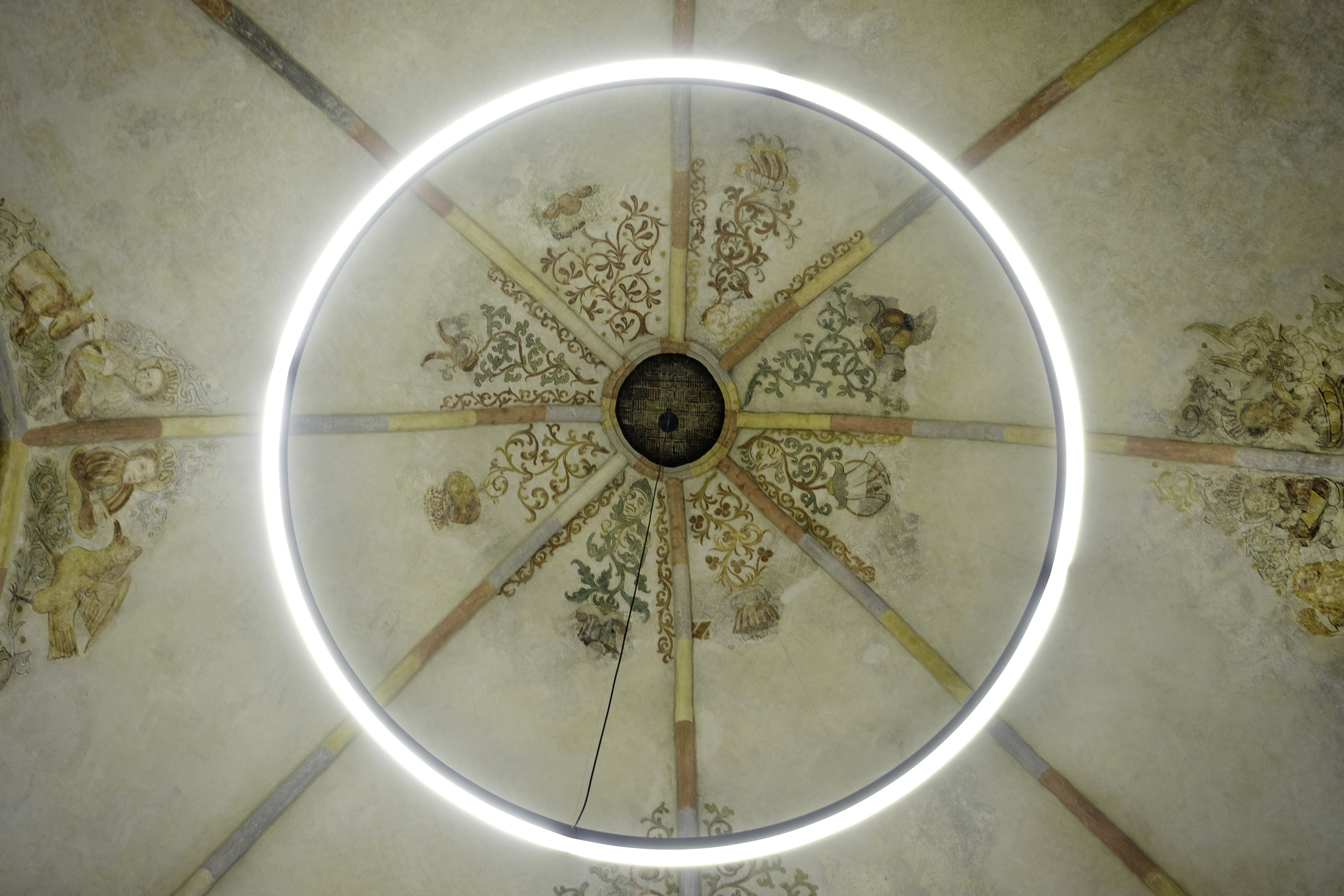
Bij de restauratie van 2013 werd rondvormige verlichting aangebracht onder de gewelven
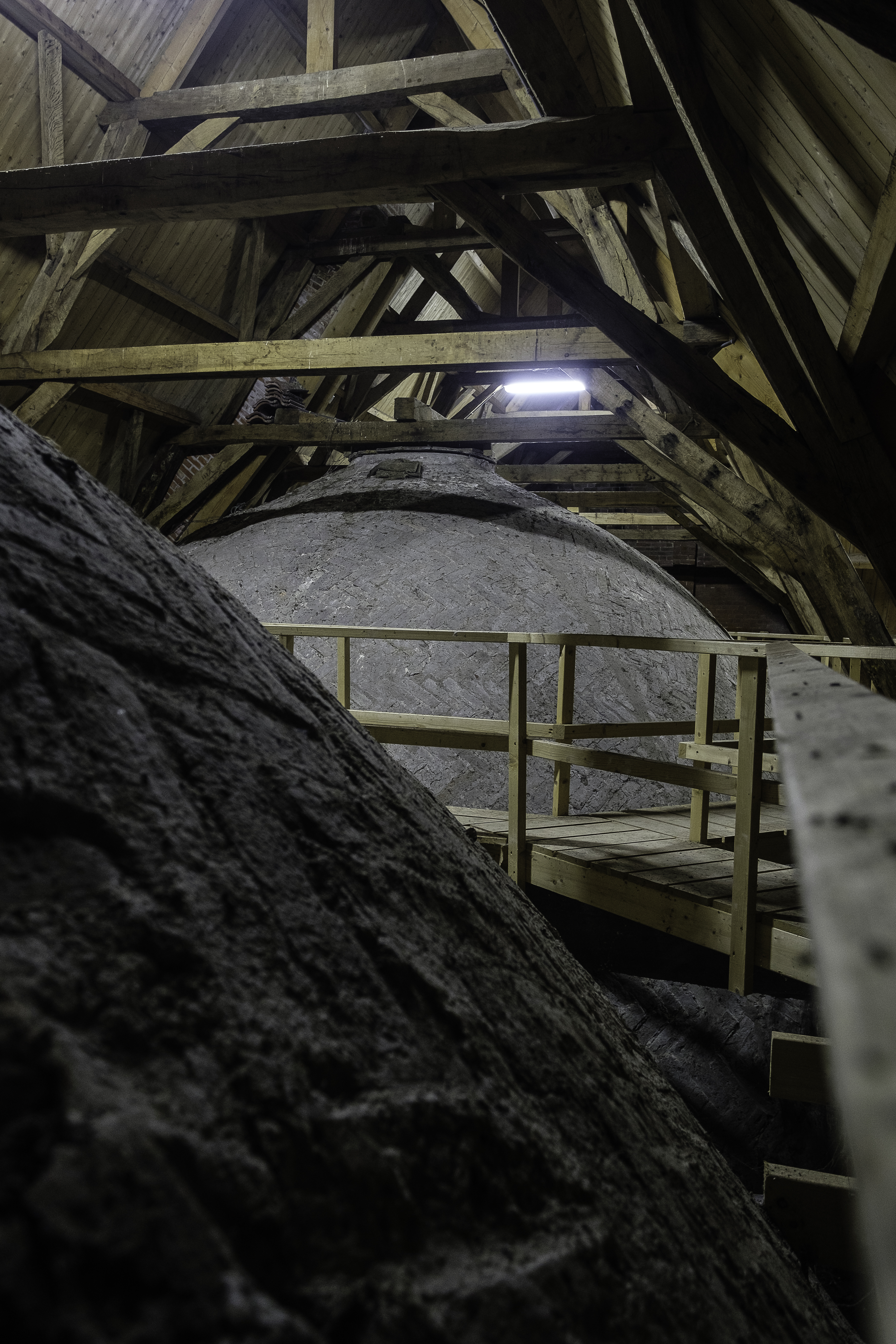
De gewelven van de kerk gezien van bovenaf
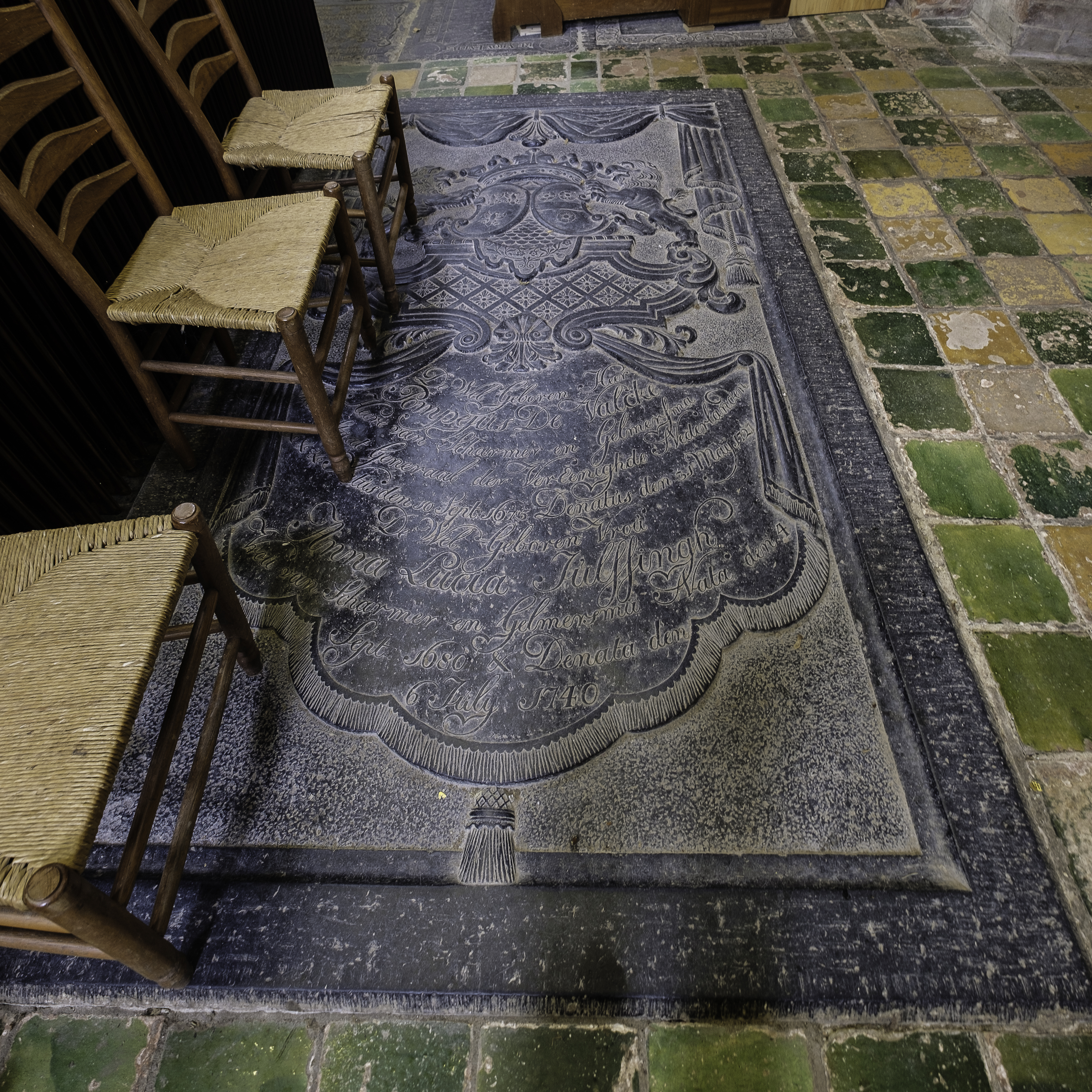
Grafzerk voor borgheer Pompejus de Valcke (van Scharmer en Gelmersma) en zijn vrouw Anna Lucia Julsingh